# Top Latino TV
Top Latino TV es un canal de cable, señal abierta y streaming peruano de índole musical, enfocado al público joven y adolescente. Dentro de su programación ofrece programas musicales y de entretenimiento, como entrevistas con artistas peruanos e internacionales. Transmite desde Lima, y su cobertura es a nivel nacional a través de Movistar TV (Perú), y diversas filiales en señal abierta y operadores de cable locales.

## Historia
Top Latino fue lanzado el 22 de mayo de 2004 como un ranking musical que reunía las 40 canciones más escuchadas en 22 países de habla hispana. Aquella lista fue publicada en la página oficial de Top Latino y llegó incluso a ser difundida por la revista Rolling Stone y otros medios escritos. Paralelamente, el ranking era transmitido a través de una cadena de radios sindicadas en Latinoamérica en un programa semanal de dos horas, conducido por Patricia Lúcar, imagen principal de la marca.
Luego de su paso por la radio, Top Latino fue estrenado en Panamericana Televisión el 23 de agosto de 2009. En una entrevista en El Comercio, Lúcar afirmó que la elección de ese canal de televisión se debía al reciente proceso de reestructuración que esa cadena estaba experimentando en el momento y que la hacía más abierta a proyectos como el suyo. En septiembre de 2009, fue incluida como auspiciadora del concierto Paz Sin Fronteras, realizado en La Habana, Cuba, con la participación de 15 artistas latinoamericanos, entre ellos Olga Tañón, Víctor Manuel y Miguel Bosé. Lo mismo ocurrió en distintas premiaciones internacionales como los Premio Billboard en 2010, en los que Patricia Lúcar fue la única periodista peruana presente en la alfombra roja, y el Festival Internacional de la Canción de Viña del Mar. Sin embargo, en julio de 2010, Panamericana TV retiró a Top Latino de su programación.
El 1 de julio de 2019 Top Latino TV lanzó el programa Mamá estoy en la Tele que consistió en el primer reality concurso para encontrar presentadores de televisión. El programa fue conducido por Patricia Lúcar y la temporada culminó el 30 de agosto de 2019.

### Lanzamiento
Top Latino TV fue lanzado como un canal de televisión por cable el 15 de marzo de 2016 a través del satélite Hispasat y a través de más de 125 operadores de cable en todo el Perú, llegando además a varios países de Latinoamérica como Colombia, Ecuador, Bolivia, Argentina, Nicaragua, Guatemala, a través del cable.
El 13 de setiembre de 2018, Top Latino TV ingresó a la televisión digital terrestre de Lima en el subcanal 11.2 en HD, dentro del múltiplex de Red Bicolor de Comunicaciones. El 18 de noviembre de 2021 migró su frecuencia al multiplex del Grupo RPP en el canal 3.2 HD de la TDT.

### Cambios en la señal y TDT
El 22 de octubre de 2024 dejó de emitir señal en el multiplex del Grupo RPP en el canal 3.2 HD en la ciudad de Lima, para dar paso a la señal SD de RPP TV, sin embargo mantiene su emisión a nivel nacional a través de distintos operadores de cable, señal abierta y por Internet. El 15 de enero de 2025 ingresó a la TDT en la ciudad de Juliaca en la Región Puno por el canal 3.3 HD.
El 1 de marzo del 2025 Top Latino ingresa a Movistar TV en el canal 605 SD y 800 HD.